# چارلز فالکلند لوون
چارلز فالکلند لوون (انگلیسی: Charles Loewen؛ ۱۷ سپتامبر ۱۹۰۰ – ۱۷ اوت ۱۹۸۶ (aged 85)) فرد نظامی اهل کانادا بود. وی همچنین برندهٔ جوایزی همچون نشان حمام و نشان امپراتوری بریتانیا شده‌است.